# 西大桑町
西大桑町（にしおおくわまち）は、石川県金沢市の町名。丁目を持たない単独町名であり、全域で住居表示実施済み。郵便番号は921-8102。

## 概要
西大桑町は、大桑町、大桑、野田町、平和町、法島町に囲まれている。

## 沿革
- 1977年（昭和52年）9月1日 - 住居表示実施により、大桑町の一部をもって成立[4]。

## 小・中学校の校区
市立小学校に通う場合は十一屋小学校に、市立中学校に通う場合は野田中学校に通う。

## 施設
- 西大桑町児童公園